# Johann von Hiller

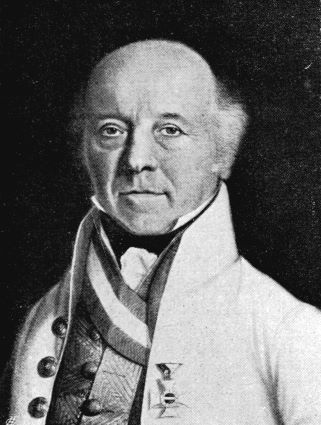
Johann von Hiller

Johann Freiherr von Hiller († 5. Juni 1819 in Lemberg) war ein österreichischer General und Kommandeur des Maria-Theresia-Ordens. Die Angaben über Hillers Geburtsort und -jahr lauten verschieden; angegeben werden 1748 in Modena oder Wiener Neustadt und der 10. Juni 1754 in Brody in Galizien.

## Leben
Johann von Hiller war der Sohn eines Obersten, der seine Laufbahn als einfacher Soldat begonnen hatte und zuletzt Platzkommandant in Brody war. Er selbst wurde mit 15 Jahren Kadett im k.k. Infanterieregiment Nr. 8 und 1783 zum Leutnant befördert. Als Hauptmann des Warasdiner Grenzregiments nahm er am Türkenkrieg unter Laudon teil, wurde Major und Oberstleutnant und erhielt schließlich für die Erstürmung von Novi 1788 den Maria-Theresia-Orden. Für seine Leistungen bei der Belagerung von Gradiška 1789 wurde er zum Oberst befördert. 1790 ernannte ihn Laudon zu seinem Generaladjutanten. Ab 1794 war er Generalmajor, 1796 kommandierte er eine Brigade der Rheinarmee und nahm bis 1801 in den Niederlanden, Italien und Deutschland am Krieg gegen Frankreich teil. In der Schlacht bei Zürich im Jahr 1799 hatte er eine Beinverwundung erlitten und hinkte seitdem.
1805 war er Feldmarschalleutnant und Kommandierender General in Tirol und Vorarlberg. Nach der Kapitulation von Ulm hatte er den Auftrag, sich mit der Hauptarmee Erzherzog Karls zu vereinigen. Dies gelang ihm schließlich durch einen geschickten Rückzug in die Südsteiermark. Beim Ausbruch des Kriegs von 1809 führte er das VI. Armeekorps im Heer des Erzherzogs Karl. Dann wurden ihm noch weitere Verbände unterstellt, sodass er alle Truppen in Bayern und Oberösterreich befehligte. Am 20. April griff ihn Napoleon bei Landshut an und zwang ihn zum Rückzug. Es gelang ihm jedoch, diesen in voller Ordnung anzutreten und weiterhin schlagkräftig zu bleiben. Dadurch war er in der Lage, am 24. April bei Neumarkt an der Rott die Franzosen unter Bessières zu schlagen. Für diese Waffentat wurde er mit dem Kommandeurkreuz des Maria-Theresia-Ordens ausgezeichnet. Über Burghausen ging er auf Linz zurück und schlug sich am 3. Mai erfolgreich in der Schlacht bei Ebelsberg, an dem auch die Wiener Landwehr beteiligt war. In der Schlacht bei Aspern am 21. und 22. Mai führte er den rechten Flügel und warf den Feind nach hartnäckigen Kämpfen aus dem Ort. Neunmal wechselte der Ort seinen Besitzer, doch schließlich konnte Hiller sich dort behaupten. Nach dem Sieg wurde er zum Feldzeugmeister befördert. Vor der Schlacht bei Wagram legte er „wegen plötzlicher und schwerer Erkrankung“ (in Wahrheit wohl aber wegen einer Meinungsverschiedenheit mit dem Erzherzog Karl) sein Kommando nieder.
1807 wurde Freiherr von Hiller der kommandierende General der Kroatischen Militärgrenze in Karlstadt (Karlovac) und Warasdin. Als 1809 ein neuer Krieg gegen Napoleon ausbrach, wurde er Befehlshaber des 6. habsburgischen Armeecorps. 
Im Feldzug von 1813 erhielt er den Befehl über das Heer in Innerösterreich, das später zur „italienischen Armee“ wurde. Obwohl ihm Eugen Beauharnais kräftemäßig überlegen war, konnte er ihn über Tarvis in die Ebene und weiter über Vicenza bis Verona zurückdrängen. Es glückte ihm aber nicht, die Stadt selbst zu nehmen. 1814 wurde er, der inzwischen erkrankt war, zum Kommandierenden General in Siebenbürgen und später in Galizien ernannt. Dort starb er dann nach längerem Leiden. Johann von Hiller wurde ein „Radetzky seiner Zeit“ genannt, da er nicht nur militärisch erfolgreich war, sondern auch wie dieser durch seine Fürsorge für die Truppe bei den Soldaten besonders beliebt war. Als Theresienritter war er bereits 1789 in den Freiherrnstand erhoben worden.
Im Jahr 1896 wurde in Wien-Leopoldstadt (2. Bezirk) die Hillerstraße nach ihm benannt und in Klagenfurt die Johann-Hiller-Straße. Die Hiller-Kaserne in Linz-Ebelsberg, in unmittelbarer Nähe des Gefechtsfelds vom 3. Mai 1809, ist ebenfalls nach ihm benannt. Hiller war Regimentsinhaber des Infanterieregiments Nr. 2.